# Goupil & Cie

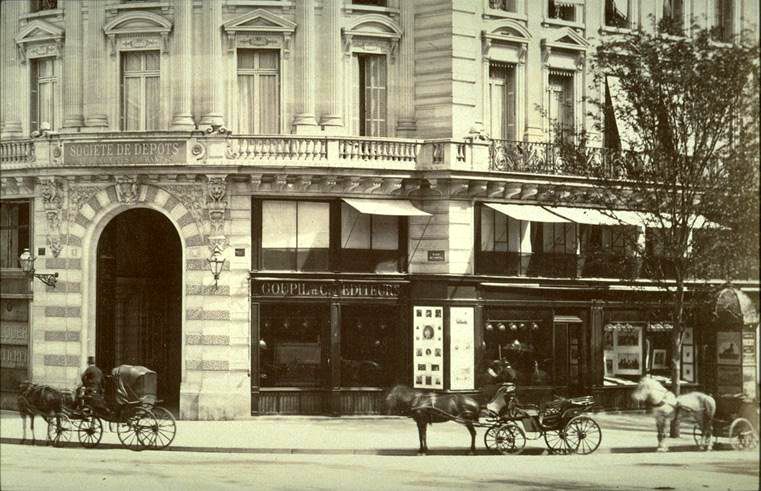
Goupil & Cie Editeurs, Place de l'Opéra, Paryż

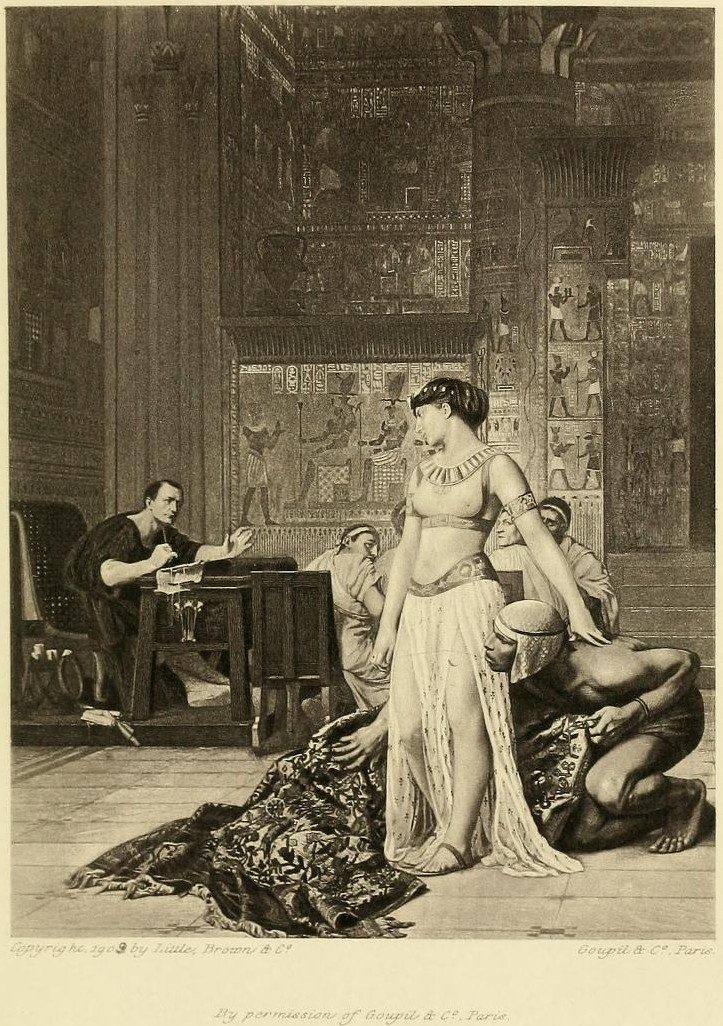
Jean-Léon Gérôme, Kleopatra i Cezar (reprodukcja Goupil & Cie)

Goupil & Cie – francuskie przedsiębiorstwo łączące działalność wydawniczą i drukarską z handlem dziełami sztuki. Specjalizowało się w wykonywaniu reprodukcji dzieł sztuki w formie graficznej i fotograficznej. Założone w 1829 roku przez Henry'ego Rittnera i Adolphe'a Goupila, początkowo mieściło się w Paryżu, z czasem rozrastając się do rozmiarów międzynarodowego imperium z filiami w wielu miastach na świecie. Firma działała do 1921 roku.
Firma wywodzi się z drukarni założonej w 1827 roku przez Henry'ego Rittnera, który dwa lata później wszedł w spółkę z wydawcą Adolphe'em Goupilem. Powstałe w ten sposób przedsiębiorstwo Rittner & Goupil, mieszczące się przy Boulevard Montmartre 12, zajmowało się wydawaniem i sprzedażą grafik, zwłaszcza reprodukcyjnych. Przedstawiały one zarówno dzieła wielkich mistrzów (np. Michała Anioła, Rafaela, Tycjana), jak i prace współczesnych artystów (np. Paula Delaroche'a). Z niektórymi artystami firma posiadała umowę na wyłączność. Tak było w przypadku Jean-Léona Gérôme'a, którego obrazy miał prawo reprodukować wyłącznie Goupil & Cie. Fotografia – nowa technika ogłoszona w 1839 roku – zaczęła być stosowana przez firmę Goupila w 1853 roku, a na masową skalę – w roku 1858. Odbitki wykonywano wówczas w technice albuminowej, jednak łatwo one blakły, stąd firma poszukiwała lepszych metod. W 1867 roku wykupiła prawo do stosowania we Francji techniki woodburytypii (we Francji znanej także pod nazwą photoglyptie), którą używała do początku lat 80.. Od 1873 roku Goupil & Cie wykonywał reprodukcje w technice fotograwiury, charakteryzujące się wyjątkowo wysoką jakością.
Począwszy od 1846 roku Adolphe Goupil do działalności wydawniczej dołączył handel dziełami sztuki. Firma zazwyczaj kupowała dzieło wraz z prawami autorskimi do niego, wykonywała i sprzedawała jego reprodukcje, a następnie odsprzedawała obiekt. Często zlecała także wykonywanie replik popularnych dzieł.
Działalność firmy miała międzynarodowy zasięg. Między 1841 a 1877 rokiem otworzyła filie w Berlinie, Brukseli, Londynie, Hadze, Wiedniu i Nowym Jorku, a także punkty sprzedaży m.in. w Aleksandrii, Florencji, Hawanie, Melbourne i Johannesburgu.
Przedsiębiorstwo zakończyło swoją działalność w 1921 roku, działając wówczas pod nazwą Manzi, Joyant & Cie. Rozproszoną dokumentację dotyczącą działalności wydawniczej odkupił Vincent Imberti, marszand z Bordeaux, a archiwa związane z działalnością z obrotem dziełami sztuki nabył Jean Diéterle. Zbiory Imbertiego dziś znajdują się w Musée Goupil w Bordeaux, a zbiory Diéterle'ego – w Getty Center w Los Angeles.